# Kivesjärvi
Kivesjärvi är en sjö i Finland. Den ligger i kommunen Paldamo i landskapet Kajanaland, i den centrala delen av landet, 500 km norr om huvudstaden Helsingfors. Kivesjärvi ligger 135,1 meter över havet. Den är 12,5 meter djup. Arean är 25,74 kvadratkilometer och strandlinjen är 88,74 kilometer lång. Sjön  ingår i Uleälvens huvudavrinningsområde. 